# Europäischer Filmpreis 1988
Die erste Verleihung des Europäischen Filmpreises fand am 26. November 1988 im Theater des Westens in Berlin – dem Sitz der organisierenden Europäische Filmakademie – statt.

## Nominierungen und Sieger

### Bester Film
| Deutscher Titel                | Originaler Titel            | Regisseur            |
| ------------------------------ | --------------------------- | -------------------- |
| Ein kurzer Film über das Töten | Krotki Film o Zabijaniu     | Krzysztof Kieślowski |
| –                              | El bosque animado           | José Luis Cuerda     |
| Entfernte Stimmen – Stilleben  | Distant Voices, Still Lives | Terence Davies       |
| Auf Wiedersehen, Kinder        | Au Revoir les Enfants       | Louis Malle          |
| Jacob                          | Iacob                       | Mircea Daneliuc      |
| Pelle, der Eroberer            | Pelle Erobreren             | Bille August         |
| Der Himmel über Berlin         | Der Himmel über Berlin      | Wim Wenders          |

### Bester Nachwuchsfilm
| Deutscher Titel                                   | Originaler Titel                         | Regisseur         |
| ------------------------------------------------- | ---------------------------------------- | ----------------- |
| Frauen am Rande des Nervenzusammenbruchs          | Mujeres al borde de un ataque de nervios | Pedro Almodóvar   |
| Verdammnis                                        | Karhozat                                 | Béla Tarr         |
| Tage der Finsternis                               | Дни затмения (Dni satmenija)             | Alexander Sokurov |
| Von Räubern, Kavalieren und harmonischen Menschen | Domani accadrà                           | Daniele Luchetti  |
| Pathfinder                                        | Veiviseren                               | Nils Gaup         |
| Reefer und das Mädchen                            | Reefer and the Model                     | Joe Comerford     |
| Stormy Monday                                     | Stormy Monday                            | Mike Figgis       |

### Beste Regie
| Name                | Film (deutscher Titel)        | Film (originaler Titel)       |
| ------------------- | ----------------------------- | ----------------------------- |
| Wim Wenders         | Der Himmel über Berlin        | Der Himmel über Berlin        |
| Terence Davies      | Entfernte Stimmen – Stilleben | Distant voices, still lives   |
| Louis Malle         | Auf Wiedersehen, Kinder       | Au Revoir les Enfants         |
| Manoel de Oliveira  | Die Kannibalen                | Os Canibais                   |
| Sergei Paradschanow | Kerib, der Spielmann          | აშიკი ქერიბი (Ashugi Quaribi) |

### Bester Darsteller
| Name                  | Film (deutscher Titel) | Film (originaler Titel) |
| --------------------- | ---------------------- | ----------------------- |
| Max von Sydow         | Pelle, der Eroberer    | Pelle Erobreren         |
| Klaus Maria Brandauer | Hanussen               | Profeta                 |
| Alfredo Landa         | –                      | El bosque animado       |
| Udo Samel             | Notturno               | Notturno                |
| Dorel Visan           | Jacob                  | Iacob                   |

### Beste Darstellerin
| Name                  | Film (deutscher Titel)                   | Film (originaler Titel)                  |
| --------------------- | ---------------------------------------- | ---------------------------------------- |
| Carmen Maura          | Frauen am Rande des Nervenzusammenbruchs | Mujeres al borde de un ataque de nervios |
| Tinna Gunnlaugsdóttir | Der Schatten des Raben                   | Í skugga hrafnsins                       |
| Ornella Muti          | –                                        | Codice Privato                           |
| Carol Scanlan         | –                                        | Reefer and the Model                     |

### Bester Nebendarsteller
| Name            | Film (deutscher Titel) | Film (originaler Titel) |
| --------------- | ---------------------- | ----------------------- |
| Curt Bois       | Der Himmel über Berlin | Der Himmel über Berlin  |
| Björn Granath   | Pelle, der Eroberer    | Pelle Erobreren         |
| Ray McBride     | –                      | Reefer and the Model    |
| Wojtek Pszoniak | Notturno               | Notturno                |
| Helgi Skulason  | Der Schatten des Raben | Í skugga hrafnsins      |
| Helgi Skulason  | Pathfinder             | Veiviseren              |

### Beste Nebendarstellerin
| Name               | Film (deutscher Titel)         | Film (originaler Titel)        |
| ------------------ | ------------------------------ | ------------------------------ |
| Johanna ter Steege | Spurlos verschwunden           | Spoorloos                      |
| Lene Brøndum       | –                              | Hip Hip Hurra                  |
| Freda Dowie        | Entfernte Stimmen – Stilleben  | Distant voices, still lives    |
| Karin Gregorek     | Einer trage des anderen Last … | Einer trage des anderen Last … |

### Bester Nachwuchsdarsteller/Beste Nachwuchsdarstellerin
| Name                                                     | Film (deutscher Titel)          | Film (originaler Titel)         |
| -------------------------------------------------------- | ------------------------------- | ------------------------------- |
| Pelle Hvenegaard                                         | Pelle, der Eroberer             | Pelle Erobreren                 |
| Ondrej Vetchý                                            | –                               | Dům pro dva                     |
| Michaela Widhalm                                         | Notturno                        | Notturno                        |
| Stefan Wood Enrico Boetcher Arnold Frühwald Rupert Seidl | Das Mädchen mit den Feuerzeugen | Das Mädchen mit den Feuerzeugen |

### Bestes Drehbuch
| Name                                            | Film (deutscher Titel)                            | Film (originaler Titel)        |
| ----------------------------------------------- | ------------------------------------------------- | ------------------------------ |
| Louis Malle                                     | Auf Wiedersehen, Kinder                           | Au Revoir les Enfants          |
| Terence Davies                                  | Entfernte Stimmen – Stilleben                     | Distant voices, still lives    |
| Manoel de Oliveira                              | Die Kannibalen                                    | Os Canibais                    |
| Wolfgang Held                                   | Einer trage des anderen Last …                    | Einer trage des anderen Last … |
| Daniele Luchetti Franco Bernini Angelo Pasquini | Von Räubern, Kavalieren und harmonischen Menschen | Domani accadrà                 |

### Special Aspect Award
| Name                                                          | Film (deutscher Titel)                   | Film (originaler Titel)                  | Aspekt            |
| ------------------------------------------------------------- | ---------------------------------------- | ---------------------------------------- | ----------------- |
| Gogi Aleksi-Meschischiwili Niko Sanukeli Schota Gogolaschwili | Kerib, der Spielmann                     | აშიკი ქერიბი (Ashugi Quaribi)            | Beste Ausstattung |
| Henri Alekan                                                  | Der Himmel über Berlin                   | Der Himmel über Berlin                   | Beste Kamera      |
| Mário Barroso                                                 | Die Kannibalen                           | Os Canibais                              | Beste Kamera      |
| Terence Davies                                                | Entfernte Stimmen – Stilleben            | Distant voices, still lives              | Beste Musik       |
| Felix Mucia                                                   | Frauen am Rande des Nervenzusammenbruchs | Mujeres al borde de un ataque de nervios | Beste Ausstattung |

### Besondere Auszeichnung der Jury
Bernardo Bertolucci für Der letzte Kaiser (The Last Emperor)

Juri Khanon für beste Musik (Tage der Finsternis)

### Europäischer Filmpreis für ein Lebenswerk
Ingmar Bergman

Marcello Mastroianni

### Verdienstpreis
Richard Attenborough